# Digital Playground
Digital Playground est un studio pornographique américain dont le siège est situé à Van Nuys (Californie, États-Unis). Son président actuel est la réalisatrice et productrice Samantha Lewis.

## Histoire
Fondé par le réalisateur de films X Joone en 1993, la société produisait initialement des jeux vidéo pour adultes sur CD-ROM. Digital Playground explora par la suite le genre sexe virtuel sur les supports CD-ROM et DVD, dans lequel l'utilisateur peut « commander » des acteurs et actrices X réputés en choisissant parmi un choix de scènes proposé lors du menu. Virtual Sex with Jenna Jameson est un des DVD les plus vendus de tous les temps .
Parmi les stars du X actuellement sous contrat avec Digital Playground, citons Eva Lovia et Riley Mason.
Digital Playground produit également DP Tonight, un talk show diffusé sur Internet en streaming et présenté par des actrices pornographiques populaires comme Devon et Teagan.
Le studio a produit le film Pirates un film pornographique longue durée, sorti en 2005, contenant des scènes d'action et des scènes romancées, présenté comme « offrant tous les éléments d'une production hollywwoodienne digne du box-office » et une « étape monumentale vers la fusion éminente des industries de divertissement ».
Digital Playground a produit une suite, Pirates 2 : La Vengeance de Stagnetti, sorti le 27 septembre 2008 et considéré comme le plus gros budget (environ 10 000 000 $) jamais dépensé pour un film pornographique.
Début 2012, Digital Playground est racheté par la société Manwin dirigée par Fabian Thylmann.

## Récompenses
- 2001 : AVN Award - 'Best Interactive DVD' for Virtual Sex With Tera Patrick
- 2002 : AVN Award - 'Best Interactive DVD' for Virtual Sex with Devon
- 2002 : AVN Award - 'Top Renting Release of the Year' for Island Fever
- 2003 : AVN Award - 'Best Interactive DVD' for Virtual Sex with Janine
- 2005 : AVN Award - 'Best Gonzo Series' for Jack's Playground
- 2006 : AVN Award - 'Best DVD' for Pirates
- 2006 : AVN Award - 'Best Video Feature' for Pirates
- 2007 : AVN Award - 'Best POV Series' for Jack's POV
- 2007 : AVN Award - 'Best Renting Title of the Year' for Pirates
- 2007 : AVN Award - 'Best Selling Title of the Year' for Pirates
- 2007 : AVN Award - 'Best Vignette Series' for Jack's Playground
- 2008 : AVN Award - 'Best Specialty Series, Other Genre' for Jack's Leg Show
- 2008 : AVN Award - 'Best Vignette Release' for Babysitters
- 2008 : AVN Award - 'Top Selling Title of the Year – 2007' for Pirates
- 2009 : AVN Award - 'Best High-Definition Production' for Pirates II: Stagnetti's Revenge
- 2009 : AVN Award - 'Best POV Release' for Jack's POV 9
- 2009 : AVN Award - 'Top Renting and Selling Release' for Cheerleaders
- 2009 : AVN Award - 'Best Video Feature' for Pirates II: Stagnetti's Revenge
- 2009 : AVN Award - 'Best Vignette Release' for Cheerleaders

## Films et séries produites

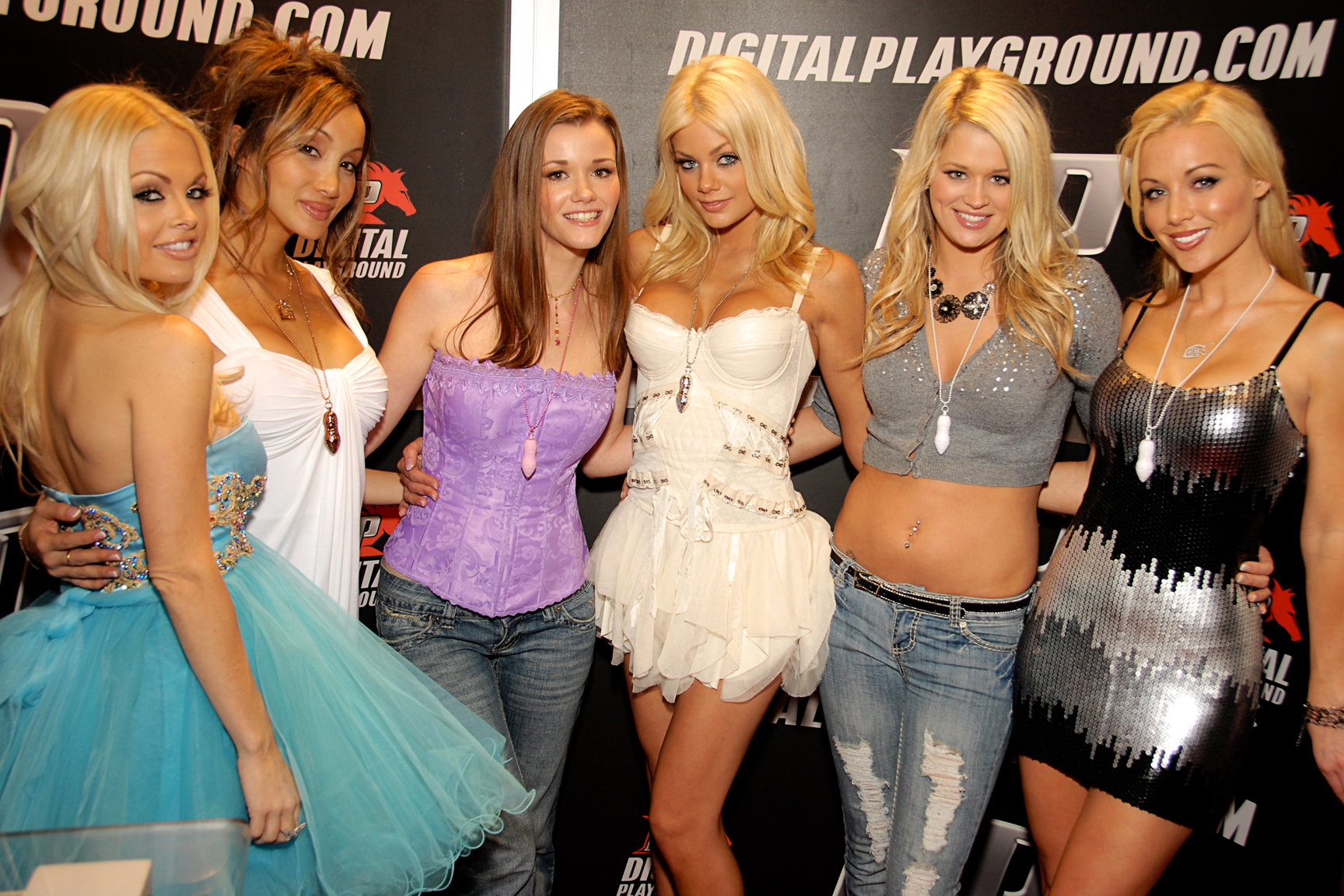
Des actrices sous contrat avec Digital Playground Jesse Jane, Katsuni, Raven Alexis, Riley Steele, Janie Summers, et Kayden Kross lors du salon AVN Adult Entertainment Expo en janvier 2010.

- All American Girl: Jesse Jane, Shay Jordan, Teagan Presley
- Bad Girls #1-8
- Bar Pussy
- Bikini Bang Bang
- Bridesmaids
- Cherry (série pornographique) #1-2
- Crazy For Cosplay
- Deeper #1-11
- First Love
- Girl Squared
- Home Wrecker #1-4
- Jack's Big Ass Show #1-8
- Jack's My First Porn #1-10
- Jack's Playground #1-38
- Masseuse #1-4
- Mothers and Daughters
- Naked Aces #1-5
- Nurses #1-2
- Passionate For Pussy
- Pornstar Perversions #1-2
- Sex and Corruption #1-3
- Sexual Freak #1-8
- Sorority Sisters
- Titlicious #1-3
- Video Nasty #1-4 : (Jana Cova, Shay Jordan, Stoya, Katsuni)
- Virtual Sex with ...(Asia, Briana Banks, Chloe Jones, Devon, Farrah, Jana Cova, Janine, Jenna, Jesse Jane, Jill Kelly, Julia Ann, Katsuni, Kira Kener, Nina Mercedez, Nikki Tyler, Rocki Roads, Shay Jordan, Sophia Santi, Taylor Hayes, Teagan Presley, Tera Patrick, Teri Weigel)
- Young and Delicious #1-2

## Personnalités

### Actrices produites
Ci-dessous, quelques-unes des actrices les plus connues :
- AJ Applegate
- Aaliyah Love
- Abella Danger
- Abigail Mac
- Adriana Chechik
- Adrianna Luna
- Adrianna Lynn
- Adrianna Nicole
- Aiden Ashley
- Aidra Fox
- Alanah Rae
- Alektra Blue
- Aleska Diamond
- Aletta Ocean
- Alexis Amore
- Alexis Fawx
- Alexis Love
- Alexis Texas
- Alicia Alighatti
- Alicia Rhodes
- Alina Li
- Allie Haze
- Alyssa Reece
- Amber Lynn
- Ana Foxxx
- Andy San Dimas
- Angel Dark
- Angela White
- Angelina Valentine
- Angie Savage
- Anikka Albrite
- Anissa Kate
- Ann Marie Rios
- Anna Bell Peaks
- Anna Polina
- Annette Schwarz
- April O'Neil
- Ariana Marie
- Asa Akira
- Ash Hollywood
- Ashley Blue
- Ashley Fires
- Ashley Long
- Asia Carrera
- Aubrey Addams
- Audrey Bitoni
- August Ames
- Aurora Jolie
- Aurora Snow
- Austin Kincaid
- Ava Addams
- Ava Devine
- Ava Rose
- Avy Scott
- Belladonna
- Blake Eden
- Bobbi Starr
- Bonnie Rotten
- Brandi Love
- Brandy Aniston
- Brandy Talore
- Breanne Benson
- Bree Daniels
- Bree Olson
- Brett Rossi
- Briana Banks
- Briana Blair
- Brianna Love
- Bridgette B.
- Britney Amber
- Brittney Skye
- Brooke Haven
- Brooke Lee Adams
- Brooklyn Lee
- Brynn Tyler
- Bunny Luv
- Capri Cavanni
- Carla Cox
- Carmella Bing
- Carmen Luvana
- Carter Cruise
- Casey Calvert
- Cathy Heaven
- Celeste Star
- Chanel Preston
- Charley Chase
- Charlie Laine
- Charlotte Stokely
- Charmane Star
- Chastity Lynn
- Cherie DeVille
- Christie Lee
- Christie Stevens
- Christy Mack
- Cindy Hope
- Claire Dames
- Clara G.
- Courtney Cummz
- Daisy Marie
- Dana DeArmond
- Dana Vespoli
- Dani Daniels
- Dani Jensen
- Danica Dillon
- Daniella Rush
- Darcie Dolce
- Devon Lee
- Devon Michaels
- Diamond Foxxx
- Diana Doll
- Dillion Harper
- Dyanna Lauren
- Elsa Jean
- Emily Willis]
- Eva Angelina
- Eva Lovia
- Faye Reagan
- Felicia Fox
- Flower Tucci
- Francesca Le
- Franceska Jaimes
- Gabriella Fox
- Gia Paloma
- Gianna Michaels
- Gina Lynn
- Gina Valentina
- Ginger Lynn
- Gracie Glam
- Haley Paige
- Hannah Harper
- Hillary Scott
- Holly Hendrix
- Holly Michaels
- Holly Wellin
- India Summer
- Isabella Soprano
- Isis Love
- Isis Taylor
- Jada Fire
- Jada Stevens
- Jamie Lynn
- Jana Cova
- Jana Jordan
- Jandi Lin
- Jasmine Byrne
- Jasmine Jae
- Jayden Cole
- Jayden Jaymes
- Jayna Oso
- Jelena Jensen
- Jenaveve Jolie
- Jenna Haze
- Jenna Presley
- Jenna Sativa
- Jennifer White
- Jenny Hendrix
- Jessa Rhodes
- Jesse Capelli
- Jesse Jane
- Jessica Bangkok
- Jessica Drake
- Jessica Jaymes
- Jessica Lynn
- Jessie Andrews
- Jessie Rogers
- Jessie Volt
- Jezebelle Bond
- Jillian Janson
- Jiz Lee
- Joanna Angel
- Juelz Ventura
- Julia Ann
- Julia Taylor
- Jynx Maze
- Kagney Linn Karter
- Karina Kay
- Karlie Montana
- Katie Morgan
- Katie St. Ives
- Katja Kassin
- Katsuni
- Kayden Kross
- Kaylani Lei
- Kaylynn
- Keira Nicole
- Keisha Grey
- Kelly Divine
- Kelly Kline
- Kendall Karson
- Kenna James
- Keri Sable
- Kiara Diane
- Kimberly Kane
- Kimmy Granger
- Kinzie Kenner
- Kirsten Price
- Kleio Valentien
- Kortney Kane
- Krissy Lynn
- Kristina Rose
- Lacey Love
- Lacie Heart
- Lauren Phoenix
- Lea Lexis
- Leah Luv
- Lexi Belle
- Lexi Love
- Lexi Swallow
- Lexxi Tyler
- Lezley Zen
- Lily Carter
- Lily Thai
- Lindsey Meadows
- Linsey Dawn McKenzie
- Lisa Ann
- Liza Del Sierra
- London Keyes
- Loona Luxx
- Lorelei Lee
- Lou Charmelle
- Luscious López
- Lux Kassidy
- Maddy O'Reilly
- Madelyn Marie
- Madison Ivy
- Madison Parker
- Madison Young
- Marica Hase
- Marie Luv
- Marie McCray
- Mason Moore
- Maya Hills
- McKenzie Lee
- Melanie Rios
- Mélissa Lauren
- Melissa Moore
- Memphis Monroe
- Mia Malkova
- Michelle Maylene
- Mika Tan
- Miko Lee
- Misha Cross
- Misty Stone
- Monica Mayhem
- Monica Sweetheart
- Monique Alexander
- Nadia Styles
- Natasha Nice
- Nicki Hunter
- Nicole Aniston
- Nicole Ray
- Nikita Bellucci
- Nikki Benz
- Nikki Delano
- Nikki Rhodes
- Nikki Sexx
- Nina Mercedez
- Paulina James
- Penny Flame
- Penny Pax
- Peta Jensen
- Phoenix Marie
- Piper Perri
- Poppy Morgan
- Presley Hart
- Priya Rai
- Rachel Roxxx
- Rachel Starr
- Rachele Richey
- Raven Alexis
- Raven Rockette
- Raylene
- RayVeness
- Rebecca Linares
- Rebecca Lord
- Rebecca Love
- Regan Reese
- Remy LaCroix
- Renae Cruz
- Renee Pornero
- Rikki Six
- Riley Evans
- Riley Mason
- Riley Reid
- Riley Shy
- Riley Steele
- Rita Faltoyano
- Romi Rain
- Roxanne Hall
- Roxy Deville
- Roxy Jezel
- Samantha Bentley
- Samantha Ryan
- Samantha Saint
- Sammie Rhodes
- Sandra Romain
- Sandra Shine
- Sarah Vandella
- Sasha Grey
- Selena Rose
- Shawna Leneé
- Shay Jordan
- Shy Love
- Shyla Stylez
- Sindee Jennings
- Sinn Sage
- Skin Diamond
- Sovereign Syre
- Stella Cox
- Stormy Daniels
- Stoya
- Summer Brielle
- Sunrise Adams
- Tanya James
- Tanya Tate
- Tara Lynn Foxx
- Tara Morgan
- Tasha Reign
- Taylor Rain
- Taylor Sands
- Teagan Presley
- Tera Patrick
- Tori Black
- Tory Lane
- Trina Michaels
- Trinity St. Clair
- Valentina Nappi
- Veronica Avluv
- Vicki Chase
- Whitney Westgate
- Yurizan Beltran
- Zoe Britton
- Zoey Holloway